# Felsbach (Berkel)
Der Felsbach ist ein rechter Nebenfluss der Berkel im westlichen Münsterland.

## Geographie

### Verlauf
Der Fluss entspringt in Höven, wo er am südlichen Siedlungsrand vorbeifließt. Anschließend verläuft der Fluss in südwestlicher Richtung durch die Coesfelder Bauerschaften Brink, Sirksfeld und Stockum, bevor er in Tungerloh-Capellen in die Berkel mündet. Größere Siedlungen werden nicht durchflossen.

### Zuflüsse
Liste einer Auswahl von Zuflüsse von der Quelle zur Mündung. Länge und Mündungshöhe nach amtlichen Quellen.
- Rambach, von links und Osten auf etwa 72 m ü. NN bei Coesfeld-Sirksfeld, 2,8 km
- (Zufluss), von rechts und Nordnordosten auf etwa 67 m ü. NN vor der Stadtgrenze von Coesfeld zu Gescher, 2,1 km
- (Zufluss), von rechts und Norden auf etwa 66 m ü. NN nach der Stadtgrenze von Coesfeld zu Gescher, 2,9 km

## Umwelt
Der größtenteils naturnahe Fluss ist von Hainsimsen-Buchenwäldern und Weichholzauen umgeben. Im 13 Hektar großen Naturschutzgebiet Felsbachaue sind Fischotter heimisch.